# هيوة تشي مركزي
هيوة تشي مركزي (بالفارسية: هیوه‌چی مرکزی) هي قرية تقع في غلستان في إيران. يقدر عدد سكانها بـ 979 نسمة .